# Sertão Pernambucano
Sertão Pernambucano is een van de vijf mesoregio's van de Braziliaanse deelstaat Pernambuco. Zij grenst aan de mesoregio's São Francisco Pernambucano, Sertão Alagoano (AL), Agreste Pernambucano, Borborema (PB), Sertão Paraibano (PB), Sul Cearense (CE) en Sudeste Piauiense (PI). De mesoregio heeft een oppervlakte van ca. 32.450 km². In 2005 werd het inwoneraantal geschat op 1.011.712.
Vier microregio's behoren tot deze mesoregio:
- Araripina
- Pajeú
- Salgueiro
- Sertão do Moxotó

Mesoregio's: Agreste Pernambucano · Mata Pernambucana · Metropolitana do Recife · São Francisco Pernambucano · Sertão Pernambucano

Microregio's: Alto Capibaribe · Araripina · Brejo Pernambucano · Fernando de Noronha · Garanhuns · Itamaracá · Itaparica · Mata Meridional Pernambucana · Mata Setentrional Pernambucana · Médio Capibaribe · Pajeú · Petrolina · Recife · Salgueiro · Sertão do Moxotó · Suape · Vale do Ipanema · Vale do Ipojuca · Vitória de Santo Antão